# Laurent Schweizer
Laurent Schweizer (* 1967 in Zürich) ist ein französischsprachiger Schweizer Schriftsteller.

## Leben
Laurent Schweizer studierte Rechtswissenschaft an der Universität Lausanne, wo er 1995 mit der Promotion abschloss. Er arbeitete bei der Weltgesundheitsorganisation. Bisher (2022) hat er vier Romane veröffentlicht.

## Werke
- Naso lituratus. Roman. Actes Sud, Arles 2001, ISBN 2-7427-3079-6.
- Prions. Roman. Éditions du Seuil, Paris 2004, ISBN 2-02-061309-3.
- Latex. Roman. Seuil, Paris 2008, ISBN 978-2-02-096795-2.
- Solarsystem. Roman. Seuil, Paris 2013, ISBN 978-2-02-107301-0.